# Suplimentul de cultură
Suplimentul de cultură (apărut pe 13 noiembrie 2004) este un supliment cultural săptămînal, realizat de Editura Polirom în colaborare cu Ziarul de Iași. Suplimentul de cultură apare lunea și se distribuie gratuit împreună cu Ziarul de Iași (ediția de Iași) și contra cost (ediția națională).
Conceput ca un săptămînal alert care să surprindă actualitatea din mediul cultural român, dar fără să se restrîngă la acesta, pe o piață dominată de publicații culturale încă rigide, ce nu țin pasul întotdeauna cu evenimentele la zi, acesta este rezultatul eforturilor uneia dintre cele mai mari edituri din România – Editura Polirom – și a unui cotidian important – Ziarul de Iași. Suplimentul... este difuzat la nivel național prin Rodipet, lanțurile de librării Humanitas și Cărturești.
Suplimentul de cultură este o publicație scrisă pentru cititorii săi – care în mare parte sînt cetățeni activi –, pe limba lor, adică într-un stil direct, fără ifose de mironosiță culturală. O revistă conectată la eveniment, care urmărește să își păstreze, deși apare săptămînal, prospețimea cotidianului. Își propune să ia pulsul în domeniul cultural și să pună laolaltă lideri de opinie, personalități culturale, profesioniști remarcabili.

## Câteva evenimente organizate de Suplimentul de cultură
Centrul Cultural Francez din Iași și Suplimentul de cultură a organizat la Iași, pe 19 și 20 octombrie 2005, avanpremiera programului Les Belles Etrangeres. Au participat opt dintre cei mai importanți autori contemporani: Gabriela Adameșteanu, Ștefan Agopian, Dan Lungu, Simona Popescu, Cecilia Ștefănescu, Letiția Ilea, Gheorghe Crăciun și Ion Mureșan. Moderatorul întîlnirilor a fost Marina Constantinescu. Organizat anual de Centrul Național al Cărții, programul „Les Belles Etrangeres”, inițiat în 1987 de Ministerul francez al Culturii, s-a desfășurat în Franța între 14 și 26 noiembrie. „es Belles Etrangeres” presupune promovarea și descoperirea literaturii contemporane din alte țări. În cazul României, cei 12 autori selectați pentru a participa la program sînt: Gabriela Adameșteanu, Ștefan Agopian, Ana Blandiana, Mircea Cărtărescu, Gheorghe Crăciun, Letiția Ilea, Dan Lungu, Ion Mureșan, Marta Petreu, Simona Popescu, Cecilia Ștefănescu și Vlad Zografi. O echipă condusă de Martine Grelle, comisar pentru "Les Belles Etrangeres", a filmat în România scurte momente cu scriitorii care au fost traduși și publicați de editurile franceze. Programul manifestărilor de la Iași a cuprins patru evenimente cu participarea scriitorilor invitați. Pe 19 octombrie, au fost organizate o conferință de presă și o dezbatere moderată de Marina Constantinescu, „Literatura română în spațiul occidental”. Pe 20 octombrie, scriitorii s-au întîlnit cu liceenii pasionați de literatură în sala de festivități a Colegiului Național „Mihail Sadoveanu”, iar Librăria Humanitas „Eugene Ionesco" a găzduit, în cadrul manifestării „Noaptea Librărilor”, lecturi publice și prezentări de carte.
Parteneriat cu Centrul Cultural Francez – Seminarul media „Cine ne sînt formatorii de opinie?”
Timp de două zile – pe 3 și 4 iunie 2006 – jurnaliști din Franța, Germania și România au discutat la Iași despre „Influența mass media asupra opiniei publice”, analizînd rolul formatorilor de opinie în cadrul tradiționalului seminar de jurnalism organizat de Centrul Cultural Francez, în parteneriat cu TVR Iași și, în acest an, cu Suplimentul de cultură. La eveniment au participat Yves-Claude Llorca (director pentru România al Agenției France Presse), Jean-Arnault Dérens (jurnalist, istoric, redactor-șef al revistei online „Le Courrier des Balkans”), Armin Pongs (jurnalist, editor din München), Alison Mutler (corespondent-șef al Associated Press), Daniel Condurache (profesor la Universitatea „Al.I. Cuza” din Iași), Luca Niculescu (redactor-șef la Radio Delta RFI), Alin Ionescu (jurnalist la „Academia Cațavencu”), Nicoleta Fotiade (coordonator al Agenției de Monitorizare a Presei), Radu Ciobotea (redactor-șef al Ediției de Vest a „Evenimentului Zilei”), Toni Hrițac (redactor-șef al „Ziarului de Iași”) și Ștefan Susai (jurnalist la Radio Delta RFI Iași și corespondent AFP).

## Premii și distincții
Suplimentul de cultura a fost nominalizat la Gala Premiilor Clubului Român de presă la Premiul „Dumitru Tinu”, eveniment transmis pe 17 martie 2006, în direct de TVR 1.